# Troon (Kornwalia)
Troon – wieś w Anglii, w Kornwalii. Leży 20 km na północny wschód od miasta Penzance i 391 km na zachód od Londynu.